# Kútniky
Kútniky es un municipio del distrito de Dunajská Streda en la región de Trnava, Eslovaquia, con una población estimada a final del año 2024 de 1505 habitantes.
Se encuentra ubicado al sur de la región, cerca de los ríos Danubio y Váh, y de la frontera con Hungría y la región de Bratislava.

## Demografía
| Año        | 1994 | 2004     | 2014     | 2024    |
| ---------- | ---- | -------- | -------- | ------- |
| Población  | 817  | 1040     | 1382     | 1505    |
| Diferencia |      | +27,29 % | +32,88 % | +8,90 % |

| Año        | 2023 | 2024    |
| ---------- | ---- | ------- |
| Población  | 1503 | 1505    |
| Diferencia |      | +0,13 % |